# Слатина (област Силистра)
Вижте пояснителната страница за други значения на Слатина.
Слатина е село в Североизточна България. То се намира в община Ситово, област Силистра.

## География
Село Слатина се намира в област Силистра, община Ситово. Селото се намира на 31 км от Силистра и на 4 км от Ситово.
Старо име на селото Капаклии/от турски/

Кметство с. Слатина, нар.читалище „Никола Йонков Вапцаров“

## Културни и природни забележителности
Църквата „Св. св. Константин и Елена“ старо римско селище в околностите на селото

## Редовни събития
Събор на селото 21 май Св. св. Константин и Елена